# Galliumnitrid
Galliumnitrid (GaN) ist ein aus Gallium und Stickstoff bestehender III-V-Halbleiter mit großem Bandabstand (wide bandgap), der in der Optoelektronik insbesondere für blaue und grüne Leuchtdioden (LED) und als Legierungsbestandteil bei High-electron-mobility-Transistoren (HEMT), einer Bauform eines Sperrschicht-Feldeffekttransistors (JFET), Verwendung findet. Darüber hinaus ist das Material für verschiedene Sensorikanwendungen geeignet.

## Geschichte
Das Material wurde um 1930 zum ersten Mal synthetisiert und 1969 von Maruska und Tietjen erstmals mittels Hydridgasphasenepitaxie epitaktisch als Schicht aufgewachsen. 1971 gelang Manasevit, Erdmann und Simpson zum ersten Mal über metallorganische chemische Gasphasenabscheidung (englisch metal-organic chemical vapour deposition, MOCVD) das Wachstum von GaN, was als wichtiger Schritt in der weiteren Entwicklung gelten kann.

## Eigenschaften
GaN kristallisiert vorzugsweise in der (hexagonalen) Wurtzit-Struktur, die kubische Zinkblende-Struktur ist nicht stabil.
| Eigenschaft                                 | Wert                                                                                |
| ------------------------------------------- | ----------------------------------------------------------------------------------- |
| Kristallsystem                              | hexagonal (kubisch)                                                                 |
| Farbe                                       | farblos, weiß, grau, gelb                                                           |
| Glanz                                       | Glasglanz                                                                           |
| Opazität                                    | durchsichtig bis undurchsichtig                                                     |
| Spaltbarkeit                                | gut                                                                                 |
| häufige Kristallorientierung von Substraten | (0001), {1-101}                                                                     |
| Brechungsindex                              | ca. 2,5 bei 400 nm                                                                  |
| Kristallstruktur                            | Wurtzit-Struktur (stabil), Zinkblende-Struktur, Steinsalz-Struktur (Hochdruckphase) |
| Gitterkonstante                             | Wurtzit: c = 0,5185 nm, a = 0,3189 nm; Zinkblende: a = 0,452 nm                     |
| Bandabstand                                 | Wurtzit: 3,44 eV bei Raumtemperatur und 3,50 eV bei T = 10 K; Zinkblende: 3,2 eV    |

Die Verbindung wird von heißer konzentrierter Schwefelsäure und heißer konzentrierter Natronlauge langsam gelöst, nicht dagegen von konzentrierter Salzsäure, Salpetersäure und Königswasser. Sie ist luftbeständig und zersetzt sich, abhängig von angelegter Atmosphäre, Temperatur und Druck bei erhöhten Temperaturen zu molekularem Stickstoff und Gallium. Ohne spezielle Gegenmaßnahmen beginnt diese Zersetzung an der Luft ab ca. 600 °C.

## Herstellung

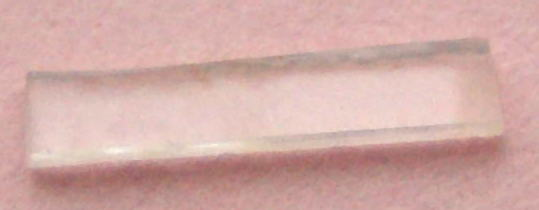
Galliumnitrid-Einkristall, ca. 3 mm lang

Das Hauptproblem in der Herstellung von GaN-basierten Bauelementen lag und liegt an der Schwierigkeit, aus GaN große Einkristalle herzustellen, um daraus hochwertige GaN-Wafer zu fertigen. Deshalb muss noch immer auf Fremdsubstrate ausgewichen werden, wobei hauptsächlich Saphir und SiC Verwendung finden. Die Qualität der (heteroepitaktischen) Schichten auf Fremdsubstraten wurde durch die Arbeiten der Gruppe von Akasaki und von Amano Ende der 1980er Jahre sehr vorangetrieben. Eine weitere Herausforderung stellt die p-Dotierung des Halbleitermaterials dar, die für fast alle optoelektronischen Bauelemente notwendig ist. Sie gelang erstmals der Gruppe um Akasaki im Jahre 1988, dann 1992 auch Shuji Nakamura mit einem modifizierten Ansatz.
GaN-Einkristalle werden heute vorwiegend mittels Hydridgasphasenepitaxie (engl. hydride vapor phase epitaxy) hergestellt, das weltweit von einer Handvoll Firmen technologisch vorangetrieben wird. Dabei reagiert zunächst gasförmiger Chlorwasserstoff mit flüssigem, ca. 880 °C heißem Gallium zu Galliumchlorid. In einer Reaktionszone wird das Galliumchlorid bei Temperaturen zwischen 1000 und 1100 °C in die Nähe eines GaN-Kristallkeims gebracht. Hier reagiert das Galliumchlorid mit einströmendem Ammoniak unter Freisetzung von Chlorwasserstoff zu kristallinem Galliumnitrid. Unter optimalen Bedingungen können mit dem HVPE-Verfahren mittlerweile Kristalle bis zu 50 mm Durchmesser und mit Dicken von einigen Millimetern hergestellt werden.
Im Labor wird Galliumnitrid durch Reaktion von Gallium mit Ammoniak bei 1100 °C hergestellt.
{\displaystyle \mathrm {2\ Ga+2\ NH_{3}\longrightarrow 2\ GaN+3H_{2}} }
oder durch Ammonolyse von Ammoniumhexafluorogallat bei 900 °C hergestellt:
{\displaystyle \mathrm {(NH_{4})_{3}GaF_{6}+4\ NH_{3}\longrightarrow GaN+6\ NH_{4}F} }
Eine weitere Syntheseroute nutzt flüssiges Natrium als Flussmittel und Natriumazid als Stickstofflieferant, wodurch die Reaktionstemperatur auf 600-800 °C reduziert werden kann.
{\displaystyle \mathrm {3\ Ga+\ NaN_{3}\longrightarrow 3\ GaN+Na} }
Gallium wird meist als Nebenprodukt bei der Aluminiumherstellung aus Bauxit-Erz gewonnen. Ca. 98 % des Roh-Galliums stammen aus China. Im Laufe des Handelskonflikts zwischen den USA und China stellte China 2024 die Gallium-Lieferungen an die USA ein.

## Einsatzgebiete

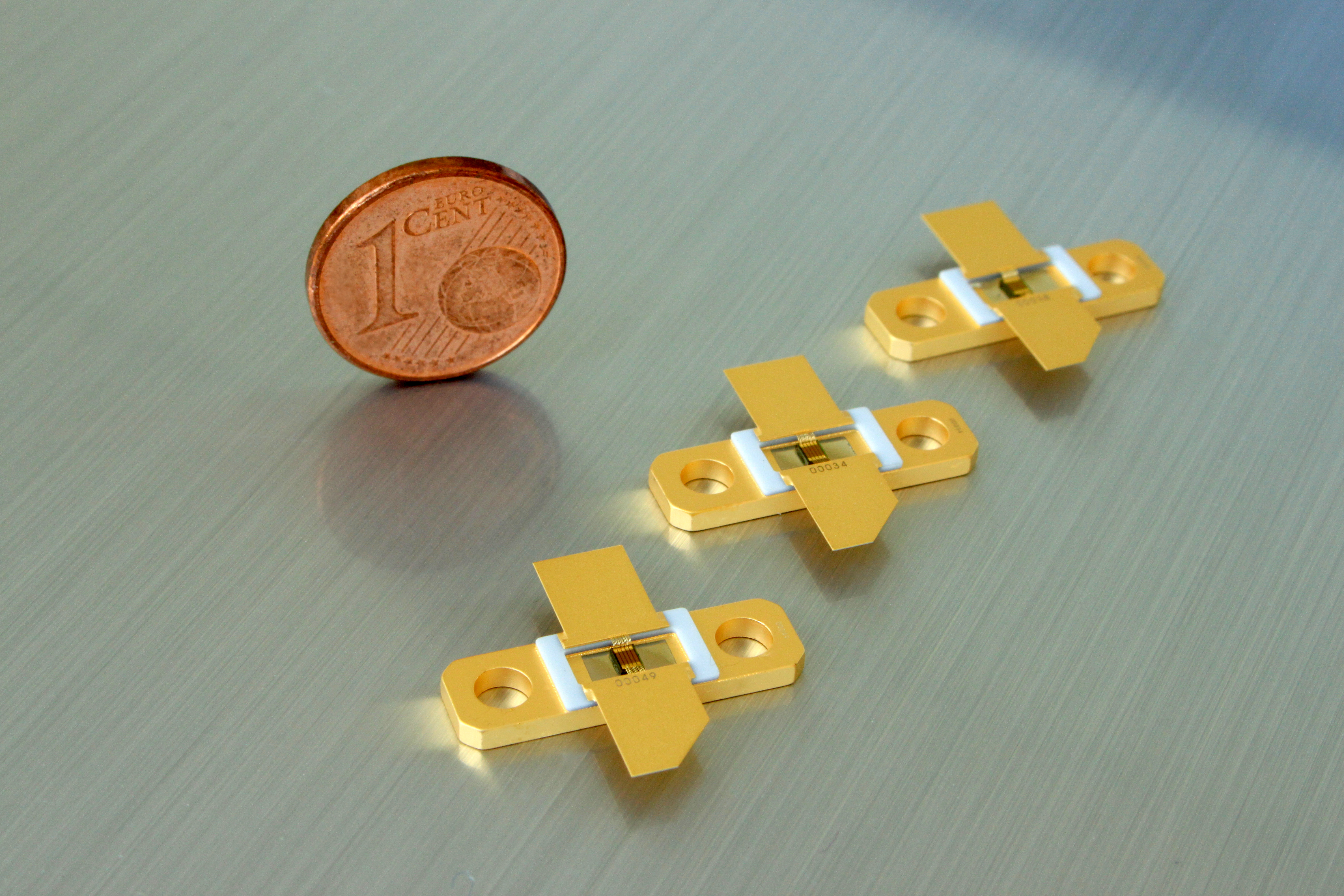
GaN High-electron-mobility transistor aus dem Ferdinand-Braun-Institut

Die Möglichkeit, mit Hydridgasphasenepitaxie GaN-Kristalle hoher Qualität zu fertigen, führte in den 1990er Jahren zu den ersten kommerziellen, blauen LEDs (1993, Nichia), sowie später den ersten blauen Halbleiterlaser (1997, Nichia). Bis dahin basierten blaue LEDs auf dem Material Siliciumcarbid, das als indirekter Halbleiter für eine effiziente Lichtemission schlecht geeignet ist. Mit einem höheren Indium-Anteil in der aktiven Zone der GaInN-Quanten-Filme ist auch grüne und gelbe Lichtemission möglich. Die Effizienz derartiger LEDs sinkt aber mit zunehmendem Indium-Gehalt.
Neben dem Fremdsubstrat Saphir lässt sich heutzutage GaN auch auf Siliciumcarbid (SiC) und auf Silicium (Si) herstellen. Rein technisch gesehen ist GaN auf SiC, durch die hohe Wärmeleitfähigkeit des SiC, vorteilhaft für Anwendung im Bereich der Leistungselektronik. Im Vergleich zu Silicium sind die Substratkosten für Siliciumcarbid jedoch deutlich höher (etwa 1000 USD pro 4-Zoll-Wafer).
Erste Prototypen von Feldeffekttransistoren auf Basis von Galliumnitrid mit Betriebsspannung bis 600 V konnten im Jahr 2012 in Schaltnetzteilen und Stromversorgungen eingesetzt werden. Sie erlauben höhere Schaltfrequenzen und erzielen im Netzteil einen höheren Wirkungsgrad als die üblicherweise in diesem Bereich eingesetzten und kostengünstigeren Feldeffekttransistoren auf Siliciumbasis. Für leistungsfähige Hochfrequenzverstärker, wie sie für die Basisstationen und die Infrastruktur der Mobilfunknetze benötigt werden, eignet sich GaN besonders gut, da hohe Frequenzen bei großer Leistung verarbeitet werden können. 2017 werden in ca. 25 % dieser Anwendungen GaN-Bauteile verwendet. Noch sind für kleinere Leistungen wie z. B. in Mobiltelefonen Bauelemente aus GaAs kostengünstiger herzustellen.
Die elektrischen Eigenschaften sowie die Widerstandsfähigkeit gegen Wärme und Strahlung geben dem Material auch für militärische und Weltraumanwendungen eine strategische Bedeutung. Dadurch können z. B. Firmenübernahmen von Herstellern von Regierungen blockiert werden, wie im Jahr 2016 die geplante Übernahme von Wolfspeed durch Infineon.
Seit Beginn der 2020er Jahre werden vermehrt Ladegeräte und Netzteile mit GaN-Halbleitern hergestellt, die gegenüber den siliziumbasierten Komponenten höhere Ladeströme bei geringerer Wärmeentwicklung, geringerem Platzbedarf und höherer Energieeffizienz aufweisen.
Ein Nachteil der GaN-Technologie ist der nach wie vor hohe Preis der GaN-Wafer. Die Kosten betragen ein Vielfaches einer entsprechenden Silicium-Lösung. Auch GaN-auf-SiC-Substrate sind um ca. 50 % teurer als reines SiC.